# Montfort-sur-Boulzane
Montfort-sur-Boulzane – miejscowość i gmina we Francji, w regionie Oksytania, w departamencie Aude.
Według danych na rok 1990 gminę zamieszkiwały 82 osoby, a gęstość zaludnienia wynosiła 2 osoby/km² (wśród 1545 gmin Langwedocji-Roussillon Montfort-sur-Boulzane plasuje się na 819. miejscu pod względem liczby ludności, natomiast pod względem powierzchni na miejscu 92.).